# Santa Justa (Lisbona)
Santa Justa è una ex freguesia del Portogallo e un quartiere della città di Lisbona.
L'8 novembre del 2012, la quasi totalità del suo territorio è stata assorbita dalla freguesia di Santa Maria Maior, mentre una piccola parte è entrata a far parte della freguesia di Misericórdia.